# 大历镇
大历镇，是中华人民共和国福建省南平市顺昌县下辖的一个乡镇级行政单位。

## 行政区划
大历镇下辖以下地区：
大历社区、大历村、下店村、秀吴村、立墩村、龙头村、下坑村、田后村和前洋村。